# Armorial des communes du Bas-Rhin (I-R)
- il reste des blasons à dessiner dans cet armorial.

L’armorial des communes du Bas-Rhin regroupe les armoiries (figures et blasonnements) des communes du Bas-Rhin (ainsi que certaines anciennes communes). À la différence des blasons familiaux, les blasons des communes sont souvent des créations récentes, dont le(s) concepteur(s) et les explications de conception sont souvent connus. L'armorial a donc été adapté afin de pouvoir contenir ces informations.
En raison de sa taille, l'armorial a été découpé en quatre pages :
- les communes de A à H ;
- les communes de I à R ;
- les communes de S à Z ;
- les anciennes communes.

```
0 dessin(s) en attente (voir : )
```

## I
| Blason de Ichtratzheim | Blason  | D'azur à trois aiglettes d'argent becquées et membrées d'or. |
| Blason de Ichtratzheim | Détails | Le statut officiel du blason reste à déterminer.             |

| Blason de Illkirch-Graffenstaden | Blason  | Parti d'argent à un soc de charrue de sable posé en pal, la pointe vers le chef, et de gueules à une gaffe de batelier d'argent posée en pal, la griffe vers la pointe. |
| Blason de Illkirch-Graffenstaden | Détails | Le statut officiel du blason reste à déterminer. |

| Blason de Ingenheim | Blason  | De gueules à un fer de lance d'argent.           |
| Blason de Ingenheim | Détails | Le statut officiel du blason reste à déterminer. |

| Blason de Ingolsheim | Blason  | Parti d'argent et de sable, chapé de l'un en l'autre. |
| Blason de Ingolsheim | Détails | Le statut officiel du blason reste à déterminer.      |

| Blason de Ingwiller | Blason  | Bandé d'azur et d'or; au chef de gueules.        |
| Blason de Ingwiller | Détails | Le statut officiel du blason reste à déterminer. |

| Blason de Innenheim | Blason  | De sable au chevron d'or accompagné en chef de deux lions affrontés d'argent et en pointe d'une coquille du second. |
| Blason de Innenheim | Détails | Le statut officiel du blason reste à déterminer.                                                                    |

| Blason de Issenhausen | Blason  | D'argent au lion de sable, au chef de gueules.   |
| Blason de Issenhausen | Détails | Le statut officiel du blason reste à déterminer. |

| Blason de Ittenheim | Blason  | D'azur à trois lionceaux d'argent lampassés de gueules. |
| Blason de Ittenheim | Détails | Le statut officiel du blason reste à déterminer.        |

| Blason de Itterswiller | Blason  | D'azur à Saint Rémi de carnation debout et de profil, vêtu pontificalement d'argent et d'or, recevant la Sainte Ampoule du même d'une colombe aussi d'argent issant d'une nuée aussi d'or mouvant du canton dextre du chef. |
| Blason de Itterswiller | Détails | Le statut officiel du blason reste à déterminer. |

| Sommaire : | - Haut - I - J - K - L - M - N - O - P - Q - R |

## J
| Blason de Jetterswiller | Blason  | D'or à trois quintefeuilles d'azur.              |
| Blason de Jetterswiller | Détails | Le statut officiel du blason reste à déterminer. |

| Sommaire : | - Haut - I - J - K - L - M - N - O - P - Q - R |

## K
| Blason de Kaltenhouse | Blason  | Parti: au 1er mi-parti d'azur à la quintefeuille d'argent boutonnée de gueules, au 2e d'or au sablier d'argent, le sable s'écoulant de gueules. |
| Blason de Kaltenhouse | Détails | Le statut officiel du blason reste à déterminer.                                                                                                |

| Blason de Kauffenheim | Blason  | D'argent à l'annelet de sable en pointe, enfilé sur un bâton du même posé en pal, l'extrémité en chef fourchée et terminée en deux feuilles de sinople. |
| Blason de Kauffenheim | Détails | Le statut officiel du blason reste à déterminer. |

| Blason de Keffenach | Blason  | Losangé de sinople et d'argent.                  |
| Blason de Keffenach | Détails | Le statut officiel du blason reste à déterminer. |

| Blason de Kertzfeld | Blason  | Coupé d'or à l'étoile de six rais de sable, et d'azur plain. |
| Blason de Kertzfeld | Détails | Le statut officiel du blason reste à déterminer.             |

| Blason de Keskastel | Blason  | D'or à un château fort crénelé de gueules, flanqué à dextre d'une tour du même, le tout maçonné et ajouré de sable. |
| Blason de Keskastel | Détails | Le statut officiel du blason reste à déterminer.                                                                    |

| Blason de Kesseldorf | Blason  | De sable à un chaudron d'or.                     |
| Blason de Kesseldorf | Détails | Le statut officiel du blason reste à déterminer. |

| Blason de Kienheim | Blason  | D'azur à trois moutons d'argent.                 |
| Blason de Kienheim | Détails | Le statut officiel du blason reste à déterminer. |

| Blason de Kilstett | Blason  | Coupé d’argent à un crampon en forme de S de sable, et de gueules plein,. |
| Blason de Kilstett | Détails | Le statut officiel du blason reste à déterminer.                          |

| Blason de Kindwiller | Blason  | Parti d'un mi-parti d'or à l'aigle bicéphale de sable, et de gueules à un gril d'argent en pal, la poignée en chef. —OU— Parti d'or à l'aigle bicéphale de sable, et de gueules chargé du gril du supplice d'argent. |
| Blason de Kindwiller | Détails | Le statut officiel du blason reste à déterminer. |

| Blason de Kintzheim | Blason  | D'argent à l'aigle de sable armée et lampassée de gueules. |
| Blason de Kintzheim | Détails | Le statut officiel du blason reste à déterminer.           |

| Blason de Kirchheim | Blason  | De gueules à un livre ouvert d'argent, son texte de sable orné de la lettrine K d'or, soutenu d'un tampon encreur d'imprimeur du même. |
| Blason de Kirchheim | Détails | Le statut officiel du blason reste à déterminer.                                                                                       |

| Blason de Kirrberg | Blason  | D'azur à la croix huguenote d'argent.            |
| Blason de Kirrberg | Détails | Le statut officiel du blason reste à déterminer. |

| Blason de Kirrwiller | Blason  | Parti d'argent à la crosse de gueules, et du même au col d'un cygne arraché du premier. |
| Blason de Kirrwiller | Détails | Le statut officiel du blason reste à déterminer.                                        |

| Blason de Kleingœft | Blason  | D'argent à un soc de charrue de gueules, posé en pal la pointe vers le chef. |
| Blason de Kleingœft | Détails | Le statut officiel du blason reste à déterminer.                             |

| Blason de Knœrsheim | Blason  | D'azur à la bande alésée d'or.                   |
| Blason de Knœrsheim | Détails | Le statut officiel du blason reste à déterminer. |

| Blason de Kogenheim | Blason  | D'or à un maillet de sable.                      |
| Blason de Kogenheim | Détails | Le statut officiel du blason reste à déterminer. |

| Blason de Kolbsheim | Blason  | D'or à trois lionceaux de sable lampassés de gueules. |
| Blason de Kolbsheim | Détails | Le statut officiel du blason reste à déterminer.      |

| Blason de Krautergersheim | Blason  | De sable au sautoir d'or.                        |
| Blason de Krautergersheim | Détails | Le statut officiel du blason reste à déterminer. |

| Blason de Krautwiller | Blason  | D'argent au chou d'Alsace arraché de sinople,.                                                          |
| Blason de Krautwiller | Détails | Armes parlantes (Kraut signifie « chou » en allemand). Le statut officiel du blason reste à déterminer. |

| Blason de Kriegsheim | Blason  | D'azur à un poisson d'or posé en bande sur un livre fermé du même. —OU— D'azur à un livre fermé d'or, chargé d'une ombre de poisson posée en bande. |
| Blason de Kriegsheim | Détails | Le statut officiel du blason reste à déterminer. |

| Blason de Kurtzenhouse | Blason  | D'azur à un triangle évidé d'or.                 |
| Blason de Kurtzenhouse | Détails | Le statut officiel du blason reste à déterminer. |

| Blason de Kuttolsheim | Blason  | D'argent à la branche de grenadier de sinople posée en pal et fruitée de cinq pièces de gueules. |
| Blason de Kuttolsheim | Détails | Le statut officiel du blason reste à déterminer.                                                 |

| Blason de Kutzenhausen | Blason  | Écartelé : au 1er d'or au sautoir de sable, au 2d de sinople à une gerbe d'or, au 3e de sinople à trois fasces d'argent, au 4e de sable à un soc de charrue d'or posé en barre, la pointe vers le chef. |
| Blason de Kutzenhausen | Détails | Le statut officiel du blason reste à déterminer. |

| Sommaire : | - Haut - I - J - K - L - M - N - O - P - Q - R |

## L
| Blason de Lalaye | Blason  | Écartelé d'argent à la fasce de sinople, à la bordure de gueules ; et d'azur au pal d'or chargé de trois chevrons de gueules. |
| Blason de Lalaye | Détails | Le statut officiel du blason reste à déterminer.                                                                              |

| Blason de Lampertheim | Blason  | Écartelé en sautoir d'or et de pourpre.          |
| Blason de Lampertheim | Détails | Le statut officiel du blason reste à déterminer. |

| Blason de Lampertsloch | Blason  | Parti d'or à l'étoile de six rais d'azur en chef, et d'azur plain. |
| Blason de Lampertsloch | Détails | Le statut officiel du blason reste à déterminer.                   |

| Blason de Landersheim | Blason  | Coupé d'argent à deux pommes de gueules tigées et feuillées de sinople, et d'azur plain. |
| Blason de Landersheim | Détails | Le statut officiel du blason reste à déterminer.                                         |

| Blason de Langensoultzbach | Blason  | D'argent à deux arcs de sable sans corde, posés en pal et adossés ; à la bordure de gueules. |
| Blason de Langensoultzbach | Détails | Le statut officiel du blason reste à déterminer.                                             |

| Blason de Laubach | Blason  | D'argent à un fermail de gueules sans ardillon.  |
| Blason de Laubach | Détails | Le statut officiel du blason reste à déterminer. |

| Blason de Lauterbourg | Blason  | D'azur à un château donjonné d'or maçonné de sable, le donjon couvert. |
| Blason de Lauterbourg | Détails | Le statut officiel du blason reste à déterminer.                       |

| Blason de Lembach | Blason  | De gueules à l'écusson cousu de sinople* chargé de trois fasces d'argent, en pointe, sommé d'un arbre d'or.                  |
| Blason de Lembach | Détails | Le blason présente un écusson cousu car issu d'une fusion de deux communes. Le statut officiel du blason reste à déterminer. |

| Blason de Leutenheim | Blason  | De gueules à une couronne d'or dans laquelle est passée une crosse abbatiale du même. |
| Blason de Leutenheim | Détails | Blason largement inspiré des armes de l'abbaye de Köenigsbrück, située sur son territoire. Le style de couronne n'est pas défini dans le blasonnement, ce qui laisse une certaine liberté dans la représentation de ce blason. Le statut officiel du blason reste à déterminer. |

| Blason de Lichtenberg | Blason  | D'argent au lion à queue fourchue de sable, lampassé de gueules ; à la bordure du même. |
| Blason de Lichtenberg | Détails | Le statut officiel du blason reste à déterminer.                                        |

| Blason de Limersheim | Blason  | D'or à Saint Denis de carnation, vêtu de pourpre et d'argent, portant sa tête mitrée du même dans ses mains. |
| Blason de Limersheim | Détails | Le statut officiel du blason reste à déterminer.                                                             |

| Blason de Lingolsheim | Blason  | D'argent à la croix pattée alésée de gueules.    |
| Blason de Lingolsheim | Détails | Le statut officiel du blason reste à déterminer. |

| Blason de Lipsheim | Blason  | D'azur à Saint Pancrace martyr, vêtu en diacre et nimbé, les bras écartés, tenant de sa dextre une épée en pal et de sa senestre un cœur traversé d'une autre épée en bande, le tout d'or ; à l'écusson de gueules chargé d'un monde cintré et croisé du second, brochant en pointe sur le tout. |
| Blason de Lipsheim | Détails | Le statut officiel du blason reste à déterminer. |

| Blason de Littenheim | Blason  | De gueules à trois léopards d'or passant l'un sur l'autre. |
| Blason de Littenheim | Détails | Le statut officiel du blason reste à déterminer.           |

| Blason de Lixhausen | Blason  | De gueules à Saint Nabor à mi-corps de carnation, armé de toutes pièces d'or, tenant de sa dextre une épée d'argent posée en bande, avec une couronne du troisième sommée d'une croisette potencée du même. |
| Blason de Lixhausen | Détails | Le statut officiel du blason reste à déterminer. |

| Blason de Lobsann | Blason  | Écartelé de sinople à trois fasces d'argent, et d'or au sautoir de sable. |
| Blason de Lobsann | Détails | Le statut officiel du blason reste à déterminer.                          |

| Blason de Lochwiller | Blason  | D'or à l'aigle bicéphale de sable.               |
| Blason de Lochwiller | Détails | Le statut officiel du blason reste à déterminer. |

| Blason de Lohr | Blason  | Parti d'un coupé de gueules au chevron d'argent, et d'or plain (Seigneurie de la Petite Pierre) ; et du second au lion de sable, à la bordure du premier. |
| Blason de Lohr | Détails | Le statut officiel du blason reste à déterminer. |

| Blason de Lorentzen | Blason  | D'argent à un gril de sable posé en bande.                                                                               |
| Blason de Lorentzen | Détails | Armes parlantes. (le gril est l'instrument de la mort de Saint Laurent) Le statut officiel du blason reste à déterminer. |

| Blason de Lupstein | Blason  | D'azur à cinq clous d'or appointés en éventail.  |
| Blason de Lupstein | Détails | Le statut officiel du blason reste à déterminer. |

| Blason de Lutzelhouse | Blason  | D'azur au croissant d'argent surmonté de deux soleils d'or. |
| Blason de Lutzelhouse | Détails | Le statut officiel du blason reste à déterminer.            |

| Sommaire : | - Haut - I - J - K - L - M - N - O - P - Q - R |

## M
| Blason de Mackenheim | Blason  | D'or à un palmier de sinople accosté de deux fleurs de lys de gueules. |
| Blason de Mackenheim | Détails | Le statut officiel du blason reste à déterminer.                       |

| Blason de Mackwiller | Blason  | Coupé d'azur billeté d'or, au lion issant du même couronné de gueules brochant ; et d'argent à la barre du troisième. |
| Blason de Mackwiller | Détails | Le statut officiel du blason reste à déterminer.                                                                      |

| Blason de Maennolsheim | Blason  | De gueules à la croix pattée d'argent chargée de cinq trèfles de sable. |
| Blason de Maennolsheim | Détails | Le statut officiel du blason reste à déterminer.                        |

| Blason de Maisonsgoutte | Blason  | Parti d'or au lion de gueules armé et lampassé d'azur, et du même au tau d'argent accosté de deux fleurs de lys d'or. |
| Blason de Maisonsgoutte | Détails | Le statut officiel du blason reste à déterminer.                                                                      |

| Blason de Marckolsheim | Blason  | D'argent au loup courant de sable.               |
| Blason de Marckolsheim | Détails | Le statut officiel du blason reste à déterminer. |

| Blason de Marlenheim | Blason  | De sable à une fleur de lys d'argent.            |
| Blason de Marlenheim | Détails | Le statut officiel du blason reste à déterminer. |

| Blason de Marmoutier | Blason  | D'azur au portail d'église romane de trois portes d'argent, ouvert, ajouré et maçonné de sable, posé sur une terrasse de sinople.                              |
| Blason de Marmoutier | Détails | * Il y a là non-respect de la règle de contrariété des couleurs : ces armes sont fautives (sinople sur azur). Le statut officiel du blason reste à déterminer. |

| Blason de Matzenheim | Blason  | Palé-ondé d'azur et d'argent de huit pièces.     |
| Blason de Matzenheim | Détails | Le statut officiel du blason reste à déterminer. |

| Blason de Meistratzheim | Blason  | D'azur au chevron d'or accompagné de trois trèfles du même. |
| Blason de Meistratzheim | Détails | Le statut officiel du blason reste à déterminer.            |

| Blason de Melsheim | Blason  | D'azur à Saint Georges équestre armé d'or de toutes pièces, perçant de sa lance la tête contournée d'un dragon du même, le cheval d'argent sellé de gueules. |
| Blason de Melsheim | Détails | Le statut officiel du blason reste à déterminer. |

| Blason de Memmelshoffen | Blason  | Parti d'azur à l'étoile de six rais d'or, et de sinople à trois fasces d'argent. |
| Blason de Memmelshoffen | Détails | Le statut officiel du blason reste à déterminer.                                 |

| Blason de Menchhoffen | Blason  | De gueules à une croix alésée d'argent, cantonnée en pointe de deux roses du même. |
| Blason de Menchhoffen | Détails | Le statut officiel du blason reste à déterminer.                                   |

| Blason de Merkwiller-Pechelbronn | Blason  | De gueules à la bande d'argent côtoyée de deux cotices flammées du même, accompagnée en chef d'une lettre M et en pointe d'une lettre P, toutes deux onciales d'or. |
| Blason de Merkwiller-Pechelbronn | Détails | Le statut officiel du blason reste à déterminer. |

| Blason de Mertzwiller | Blason  | De gueules au chevron d'or accompagné de trois coquilles du même,. |
| Blason de Mertzwiller | Détails | Le statut officiel du blason reste à déterminer.                   |

| Blason de Mietesheim | Blason  | D'azur à l'écusson d'argent chargé d'une croix de gueules. —OU— D'azur, chargé en cœur d'un écusson d'argent à la croix de gueules. |
| Blason de Mietesheim | Détails | Le statut officiel du blason reste à déterminer.                                                                                    |

| Blason de Minversheim | Blason  | D'azur au chiffre 4 d'or posé en bande.          |
| Blason de Minversheim | Détails | Le statut officiel du blason reste à déterminer. |

| Blason de Mittelbergheim | Blason  | D'argent à une montagne de trois coupeaux de sinople. |
| Blason de Mittelbergheim | Détails | Le statut officiel du blason reste à déterminer.      |

| Blason de Mittelhausbergen | Blason  | D'argent à un monde d'azur cintré et croisé d'or. |
| Blason de Mittelhausbergen | Détails | Le statut officiel du blason reste à déterminer.  |

| Blason de Mittelhausen | Blason  | D'or à la fasce de gueules accompagnée de trois tours du même maçonnées de sable. |
| Blason de Mittelhausen | Détails | Le statut officiel du blason reste à déterminer.                                  |

| Blason de Mittelschaeffolsheim | Blason  | D'azur à Saint Sébastien de carnation nimbé d'or et percé de cinq flèches du même,. |
| Blason de Mittelschaeffolsheim | Détails | Le statut officiel du blason reste à déterminer.                                    |

| Blason de Mollkirch | Blason  | D'argent au lion de gueules armé et couronné d'or. |
| Blason de Mollkirch | Détails | Le statut officiel du blason reste à déterminer.   |

| Blason de Molsheim | Blason  | D'azur à une roue d'or de six rayons à laquelle est attaché et lacé un homme nu de carnation nimbé du second.                                              |
| Blason de Molsheim | Détails | Les armes de Molsheim ont été établies d'après un sceau de 1263 représentant le martyre de Saint Georges. Le statut officiel du blason reste à déterminer. |

| Blason de Mommenheim | Blason  | De gueules à la croix d'argent,.                 |
| Blason de Mommenheim | Détails | Le statut officiel du blason reste à déterminer. |

| Blason de Monswiller | Blason  | D'or à trois lionceaux de gueules.               |
| Blason de Monswiller | Détails | Le statut officiel du blason reste à déterminer. |

| Blason de Morsbronn-les-Bains | Blason  | Parti d'argent au lion de sable, à la bordure de gueules ; et d'azur au jet d'une source et sa nuée de vapeur d'argent jaillissant d'un tuyau d'or mouvant du flanc senestre. |
| Blason de Morsbronn-les-Bains | Détails | Le statut officiel du blason reste à déterminer. |

| Blason de Morschwiller | Blason  | De gueules à un monde d'argent cintré et croisé du même. |
| Blason de Morschwiller | Détails | Le statut officiel du blason reste à déterminer.         |

| Blason de Mothern | Blason  | D'argent à l'échelle de trois échelons de sable posée en barre. |
| Blason de Mothern | Détails | Le statut officiel du blason reste à déterminer.                |

| Blason de Muhlbach-sur-Bruche | Blason  | Coupé d'un parti de gueules à neuf macles d'or ordonnées 3, 3 et 3 (de Rohan) et d'hermine plain (de Bretagne), et d'or à une demi-roue de moulin de gueules faillie en pointe, posée en fasce. |
| Blason de Muhlbach-sur-Bruche | Détails | Le statut officiel du blason reste à déterminer. |

| Blason de Mulhausen | Blason  | D'or à trois sangliers de sable allumés et défendus d'argent. |
| Blason de Mulhausen | Détails | Le statut officiel du blason reste à déterminer.              |

| Blason de Munchhausen | Blason  | Parti d'azur à un poisson d'argent posé en pal, et d'or au lion de gueules. |
| Blason de Munchhausen | Détails | Le statut officiel du blason reste à déterminer.                            |

| Blason de Mundolsheim | Blason  | D'argent au sautoir alésé de gueules.            |
| Blason de Mundolsheim | Détails | Le statut officiel du blason reste à déterminer. |

| Blason de Mussig | Blason  | D'argent à une échelle de trois échelons de gueules posée en pal et surmontée de deux étoiles d'azur. |
| Blason de Mussig | Détails | Le statut officiel du blason reste à déterminer.                                                      |

| Blason de Muttersholtz | Blason  | De gueules à un chêne arraché au naturel, une houlette et une gaffe d'argent emmanchées d'or et passées en sautoir brochant sur le fût de l'arbre. |
| Blason de Muttersholtz | Détails | Le statut officiel du blason reste à déterminer.                                                                                                   |

| Blason de Mutzenhouse | Blason  | Tranché de gueules à une carde d'or posée en bande, et d'argent à une truelle de sable posée en bande. |
| Blason de Mutzenhouse | Détails | Le statut officiel du blason reste à déterminer.                                                       |

| Blason de Mutzig | Blason  | D'azur à Saint Maurice équestre, armé de toutes pièces d'or, tenant de son bras senestre un écu de gueules à la croix d'argent et de sa dextre une lance à pennon du troisième chargée d'une croix aussi d'argent, sa monture du même, le tout accompagné de trois corbeaux volants cousus de sable* (et allumés d'argent). |
| Blason de Mutzig | Détails | * Ces armes emploient le terme « cousu » dans le seul but de contrevenir à la règle de contrariété des couleurs : elles sont fautives : sable sur azur. Le statut officiel du blason reste à déterminer. |
| Blason de Mutzig | Alias   | D'argent au tourteau agrandi d'azur chargé de saint Maurice d'or sur un cheval d'argent, tenant un bouclier de gueules à la croix d'argent et une lance d'or au pennon de gueules chargé d'une croix d'argent, le tout accompagné de trois corbeaux volants d'or.                                                           |

| Sommaire : | - Haut - I - J - K - L - M - N - O - P - Q - R |

## N
| Blason de Natzwiller | Blason  | D'argent à un sapin arraché de sinople, au chef de gueules. |
| Blason de Natzwiller | Détails | Le statut officiel du blason reste à déterminer.            |

| Blason de Neewiller-près-Lauterbourg | Blason  | D'azur à une crosse abbatiale d'argent accostée de deux fleurs de lys d'or. |
| Blason de Neewiller-près-Lauterbourg | Détails | Le statut officiel du blason reste à déterminer.                            |

| Blason de Neubois | Blason  | De gueules à un hoyau d'argent emmanché d'or, posé en barre, le fer en pointe. |
| Blason de Neubois | Détails | Le statut officiel du blason reste à déterminer.                               |

| Blason de Neugartheim-Ittlenheim | Blason  | D'azur à la bande d'or accompagnée de six coquilles du même posées en orle. |
| Blason de Neugartheim-Ittlenheim | Détails | Le statut officiel du blason reste à déterminer.                            |

| Blason de Neuhaeusel | Blason  | Parti de sinople à trois fasces d'argent, et d'or à la bande de gueules. |
| Blason de Neuhaeusel | Détails | Le statut officiel du blason reste à déterminer.                         |

| Blason de Neuve-Église | Blason  | D'azur à la croix d'argent cantonnée de quatre besants du même. |
| Blason de Neuve-Église | Détails | Le statut officiel du blason reste à déterminer.                |

| Blason de Neuviller-la-Roche | Blason  | Parti de France, et d'argent au lion d'azur lampassé de gueules et couronné d'or. |
| Blason de Neuviller-la-Roche | Détails | Le statut officiel du blason reste à déterminer.                                  |

| Blason de Neuwiller-lès-Saverne | Blason  | D'azur croiseté d'argent, à l'évêque Sigebald mitré et crossé d'or, brochant sur le tout. |
| Blason de Neuwiller-lès-Saverne | Détails | Le statut officiel du blason reste à déterminer.                                          |

| Blason de Niederbronn-les-Bains | Blason  | D'azur au bassin d'or dans lequel tombe un jet d'eau d'argent issu d'une nuée du même mouvant du canton dextre du chef, et dont de l'eau aussi d'argent s'écoule en pointe par une ouverture. —Ou— D'azur à une nuée mouvant du chef dextre avec cours d'eau, le tout d'argent, qui s'écoule dans un puits d'or avec évacuation d'eau d'argent vers la pointe. |
| Blason de Niederbronn-les-Bains | Détails | Le statut officiel du blason reste à déterminer. |

| Blason de Niederhaslach | Blason  | D'azur à saint Florent évêque d'or. |
| Blason de Niederhaslach | Détails | Adopté par la municipalité.         |

| Blason de Niederhausbergen | Blason  | D'azur à un arbre arraché d'or accompagné de trois merlettes d'argent mal ordonnées. |
| Blason de Niederhausbergen | Détails | Le statut officiel du blason reste à déterminer.                                     |

| Blason de Niederlauterbach | Blason  | Tranché de sinople et d'or, au fer à cheval d'argent posé en bande, portant au deuxième trou de senestre un clou du même posé en barre. |
| Blason de Niederlauterbach | Détails | Le statut officiel du blason reste à déterminer.                                                                                        |

| Blason de Niedermodern | Blason  | Parti d'argent à deux bandes de gueules, et d'azur à une branche de bois de cerf chevillée de cinq pièces, ployée vers la dextre. |
| Blason de Niedermodern | Détails | Le statut officiel du blason reste à déterminer.                                                                                  |

| Blason de Niedernai | Blason  | Coupé de sinople à une montagne de six coupeaux d'or mouvant de la pointe, et d'argent plain. |
| Blason de Niedernai | Détails | Le statut officiel du blason reste à déterminer.                                              |

| Blason de Niederrœdern | Blason  | D'argent à un soc de charrue de sable la pointe en bas. |
| Blason de Niederrœdern | Détails | Le statut officiel du blason reste à déterminer.        |

| Blason de Niederschaeffolsheim | Blason  | D'azur à Saint Michel terrassant le dragon, le tout d'or. |
| Blason de Niederschaeffolsheim | Détails | Le statut officiel du blason reste à déterminer.          |

| Blason de Niedersoultzbach | Blason  | D'argent à la croix de gueules cantonnée en pointe de deux roses du même. |
| Blason de Niedersoultzbach | Détails | Le statut officiel du blason reste à déterminer.                          |

| Blason de Niedersteinbach | Blason  | De gueules à un massacre de cerf d'or.           |
| Blason de Niedersteinbach | Détails | Le statut officiel du blason reste à déterminer. |

| Blason de Nordheim | Blason  | D'azur à un buste de Saint Pierre d'or tenant à dextre une clef contournée du même et à senestre un livre du même chargé d'une croisette latine de sable. |
| Blason de Nordheim | Détails | Le statut officiel du blason reste à déterminer. |

| Blason de Nordhouse | Blason  | D'argent à la croix alésée de gueules, au chef d'azur chargé de deux étoiles de six rais d'or. |
| Blason de Nordhouse | Détails | Le statut officiel du blason reste à déterminer.                                               |

| Blason de Nothalten | Blason  | De gueules à un ours en pied de sable* à la tête contournée, lampassé du champ, armé d'argent, tenant de sa dextre une ancre d'or, la trabe en forme de chiffre 4, le tout posé sur une montagne de trois coupeaux de sinople*, mouvant de la pointe. |
| Blason de Nothalten | Détails | * Il y a là non-respect de la règle de contrariété des couleurs : ces armes sont fautives (sable et sinople sur gueules). |

| Sommaire : | - Haut - I - J - K - L - M - N - O - P - Q - R |

## O
| Blason de Obenheim | Blason  | D'azur à la bande d'or accompagnée, en chef, d'un bouquetin saillant d'argent accorné et onglé du second, et en pointe, d'une bâtisse à colombage du troisième posée sur un mont cousu de sinople mouvant de la pointe. |
| Blason de Obenheim | Détails | * Ces armes emploient le terme « cousu » dans le seul but de contrevenir à la règle de contrariété des couleurs : elles sont fautives : sinople sur azur. Le statut officiel du blason reste à déterminer.              |

| Blason de Oberbronn | Blason  | D'azur au lion d'or, une bande de gueules chargée de trois coquilles d'argent brochant sur le tout.                                                                    |
| Blason de Oberbronn | Détails | Le lion est repris du blason des seigneurs possessionnaires du village : les Lichtenberg et les Deux-ponts-de-Bitche. Le statut officiel du blason reste à déterminer. |

| Blason de Oberdorf-Spachbach | Blason  | Parti d'azur à une étoile de six rais d'argent, et d'or au lion de sable. |
| Blason de Oberdorf-Spachbach | Détails | Le statut officiel du blason reste à déterminer.                          |

| Blason de Oberhaslach | Blason  | Parti d'argent à une branche de noisetier de sinople, et de gueules à la houlette du premier, posée en pal le fer en chef. |
| Blason de Oberhaslach | Détails | Le statut officiel du blason reste à déterminer.                                                                           |

| Blason de Oberhausbergen | Blason  | D'azur à trois coquilles d'or.                   |
| Blason de Oberhausbergen | Détails | Le statut officiel du blason reste à déterminer. |

| Blason de Oberhoffen-lès-Wissembourg | Blason  | Parti d'or et de gueules.                        |
| Blason de Oberhoffen-lès-Wissembourg | Détails | Le statut officiel du blason reste à déterminer. |

| Blason de Oberhoffen-sur-Moder | Blason  | De gueules à un éperon d'argent posé en pal, la molette en chef, adextré d'une étoile d'or et senestré d'un croissant tourné du même. |
| Blason de Oberhoffen-sur-Moder | Détails | Le statut officiel du blason reste à déterminer.                                                                                      |

| Blason de Oberlauterbach | Blason  | Parti de gueules à neuf macles d'or posées 3, 3 et 3 (de Rohan), et de sinople à trois fasces d'argent. |
| Blason de Oberlauterbach | Détails | Le statut officiel du blason reste à déterminer.                                                        |

| Blason de Obermodern-Zutzendorf | Blason  | D'argent à quatre maillets de sable, ordonnés 2 et 2. |
| Blason de Obermodern-Zutzendorf | Détails | Le statut officiel du blason reste à déterminer.      |

| Blason de Obernai | Blason  | Parti de gueules et de sable, à l'aigle d'or brochant sur le tout. |
| Blason de Obernai | Détails | On peut voir les anciennes armes d'Obernai sur un vitrail de la Décapole au musée de Colmar : d'or à l'aigle de sable. Lorsqu'Obernai prit pour couleurs le rouge et le noir, au XVe siècle, l'aigle dut passer de métal pour suivre la règle de contrariété des couleurs. Le statut officiel du blason reste à déterminer. |

| Blason de Oberrœdern | Blason  | D'argent à un soc de charrue d'azur, la pointe vers le chef. |
| Blason de Oberrœdern | Détails | Le statut officiel du blason reste à déterminer.             |

| Blason de Oberschaeffolsheim | Blason  | Écartelé d'un parti de sable et d'or aux deux proboscides adossés de l'un en l'autre, et de gueules au renard rampant d'argent ; sur le tout d'or à l'aigle de sable. |
| Blason de Oberschaeffolsheim | Détails | Le statut officiel du blason reste à déterminer. |

| Blason de Obersoultzbach | Blason  | D'argent à un buste de saint Sébastien de carnation, mains liées dans le dos, chevelé et nimbé d'or, posé sur une stèle d'azur et percé de quatre flèches appointées en sautoir du même. |
| Blason de Obersoultzbach | Détails | Le statut officiel du blason reste à déterminer. |

| Blason de Obersteinbach | Blason  | Écartelé d'argent à l'aigle de gueules becquée et membrée d'azur, et de sable au sautoir d'or. |
| Blason de Obersteinbach | Détails | Le statut officiel du blason reste à déterminer.                                               |

| Blason de Odratzheim | Blason  | D'argent à une main dextre appaumée de gueules.  |
| Blason de Odratzheim | Détails | Le statut officiel du blason reste à déterminer. |

| Blason de Oermingen | Blason  | Parti d'azur billeté d'or au lion couronné du même brochant, et d'argent à deux bars adossés de gueules, cantonnés de quatre croisettes du même. |
| Blason de Oermingen | Détails | Le statut officiel du blason reste à déterminer.                                                                                                 |

| Blason de Offendorf | Blason  | Parti d'un coupé d'or à trois chevrons de gueules, et d'argent au lion de sable, à la bordure de gueules ; et d'azur à un poisson d'argent posé en barre. —OU— Coupé d'or à trois chevrons de gueules, et d'argent au lion de sable, à la bordure de gueules ; le tout parti d'azur à un poisson d'argent posé en barre. |
| Blason de Offendorf | Détails | Le statut officiel du blason reste à déterminer. |

| Blason de Offwiller | Blason  | D'argent à un rameau de chêne de sinople senestré d'une serpe contournée d'azur, emmanchée de gueules,. |
| Blason de Offwiller | Détails | Le statut officiel du blason reste à déterminer.                                                        |

| Blason de Ohlungen | Blason  | De sinople à un château donjonné de trois tours d'or, maçonné de sable. |
| Blason de Ohlungen | Détails | Le statut officiel du blason reste à déterminer.                        |

| Blason de Ohnenheim | Blason  | D'azur à deux étoiles d'or rangées en chef, soutenues d'un croissant d'argent. —OU— D'azur à un croissant d'argent surmonté de deux étoiles d'or mises en fasce. |
| Blason de Ohnenheim | Détails | Le statut officiel du blason reste à déterminer. |

| Blason de Olwisheim | Blason  | D'argent à un lion de sable tenant de sa dextre une fleur de lys d'azur et de sa senestre une étoile de gueules,. |
| Blason de Olwisheim | Détails | Le statut officiel du blason reste à déterminer.                                                                  |

| Blason de Orschwiller | Blason  | Parti d'azur à la fasce d'or accompagnée de deux étoiles du même, et de gueules à trois triangles renversés d'argent mal ordonnés. |
| Blason de Orschwiller | Détails | Le statut officiel du blason reste à déterminer.                                                                                   |

| Blason de Osthoffen | Blason  | Parti d'argent à Saint Jacques pèlerin de carnation, vêtu de tenné, coiffé d'un chapeau de gueules chargé d'une coquille du champ, tenant de sa dextre un bâton de pèlerin de sable avec sa gourde au naturel et de sa senestre un livre aussi de gueules ; et du même à trois bouterolles d'or. |
| Blason de Osthoffen | Détails | Le statut officiel du blason reste à déterminer. |

| Blason de Osthouse | Blason  | D'azur à deux fasces d'argent chargées chacune de trois tourteaux de sable. |
| Blason de Osthouse | Détails | Le statut officiel du blason reste à déterminer.                            |

| Blason de Ostwald | Blason  | D'azur à trois fers de lance d'or.               |
| Blason de Ostwald | Détails | Le statut officiel du blason reste à déterminer. |

| Blason de Ottersthal | Blason  | De gueules à une flèche d'argent posée en bande. |
| Blason de Ottersthal | Détails | Le statut officiel du blason reste à déterminer. |

| Blason de Otterswiller | Blason  | Parti d'argent billeté d'azur au lion de gueules couronné d'or brochant sur le tout, et du second à la fasce du premier. |
| Blason de Otterswiller | Détails | Le statut officiel du blason reste à déterminer.                                                                         |

| Blason de Ottrott | Blason  | Parti d'argent à un lion de gueules, au chef d'or*, et du premier à un arbre de sinople sommé de trois oiseaux de sable. |
| Blason de Ottrott | Détails | * Il y a là non-respect de la règle de contrariété des couleurs : ces armes sont fautives (or sur argent).               |

| Blason de Ottwiller | Blason  | Mi-parti de sable à l'aigle bicéphale d'argent, becquée et membrée d'or, et lampassée de gueules ; parti d'un coupé d'or à l'étoile de six rais d'azur, et de gueules à la fasce d'or. |
| Blason de Ottwiller | Détails | Le statut officiel du blason reste à déterminer. |

| Sommaire : | - Haut - I - J - K - L - M - N - O - P - Q - R |

## P
| Blason de Petersbach | Blason  | D'argent à un corbeau essorant de sable.         |
| Blason de Petersbach | Détails | Le statut officiel du blason reste à déterminer. |

| Blason de La Petite-Pierre | Blason  | Coupé de gueules au chevron d'argent, et d'or plain. |
| Blason de La Petite-Pierre | Détails | Blason de la seigneurie du nom, que l'on retrouve dans les armoiries des communes en ayant préalablement fait partie. Le statut officiel du blason reste à déterminer. |

| Blason de Pfaffenhoffen | Blason  | D'azur à deux clefs affrontées et passées en sautoir, les pannetons en pointe, celle en bande d'argent et celle en barre d'or. |
| Blason de Pfaffenhoffen | Détails | Le statut officiel du blason reste à déterminer.                                                                               |

| Blason de Pfalzweyer | Blason  | Coupé d'un parti d'argent à cinq tuiles plates de gueules superposées 3 et 2, et de gueules à un couteau pliant ouvert d'argent, le manche au naturel*, la lame en chef en barre et le poinçon en pointe en bande ; et de sinople à une hache de bûcheron contournée d'argent, emmanchée d'or, et une scie de long du premier emmanchée d'or, brochant sur la hache. |
| Blason de Pfalzweyer | Détails | Les couteux pliants, comme n'importe quelle construction humaine, ne peuvent avoir de couleurs "au naturel" parfaitement définies. Aussi, n'importe quelle couleur est valable pour le manche du couteau pliant de ce blason. Le statut officiel du blason reste à déterminer.                                                                                       |

| Blason de Pfettisheim | Blason  | D'argent à une tenaille de sable mi-ouverte posée en pal. |
| Blason de Pfettisheim | Détails | Le statut officiel du blason reste à déterminer.          |

| Blason de Pfulgriesheim | Blason  | D'or au griffon de gueules.                      |
| Blason de Pfulgriesheim | Détails | Le statut officiel du blason reste à déterminer. |

| Blason de Plaine | Blason  | D'azur à un saumon courbé d'argent, la tête en chef, tenant dans sa bouche un annelet d'or. |
| Blason de Plaine | Détails | Le statut officiel du blason reste à déterminer.                                            |

| Blason de Plobsheim | Blason  | D'argent à la fasce de gueules accompagnée de trois trèfles de sinople. |
| Blason de Plobsheim | Détails | Le statut officiel du blason reste à déterminer.                        |

| Blason de Preuschdorf | Blason  | Tiercé en pairle : au 1er d'argent au lion de sable, à la bordure de gueules ; au 2d d'azur à une clef d'or, au 3e de gueules au col d'un cygne arraché d'argent. |
| Blason de Preuschdorf | Détails | Le statut officiel du blason reste à déterminer. |

| Blason de Printzheim | Blason  | D'argent à la lettre grecque pi minuscule de sable, à la bordure de gueules. |
| Blason de Printzheim | Détails | Le statut officiel du blason reste à déterminer.                             |

| Blason de Puberg | Blason  | Coupé d'un parti de gueules au chevron d'argent et d'or plain ; et de sable à un verre à pied d'argent. |
| Blason de Puberg | Détails | Le statut officiel du blason reste à déterminer.                                                        |

| Sommaire : | - Haut - I - J - K - L - M - N - O - P - Q - R |

## Q
| Blason de Quatzenheim | Blason  | De sable au léopard lionné d'argent lampassé de gueules et couronné d'or. |
| Blason de Quatzenheim | Détails | Le statut officiel du blason reste à déterminer.                          |

| Sommaire : | - Haut - I - J - K - L - M - N - O - P - Q - R |

## R
| Blason de Rangen | Blason  | De sinople à trois pals d'or.                    |
| Blason de Rangen | Détails | Le statut officiel du blason reste à déterminer. |

| Blason de Ranrupt | Blason  | D'or au pal de gueules accosté de deux étoiles du même. |
| Blason de Ranrupt | Détails | Le statut officiel du blason reste à déterminer.        |

| Blason de Ratzwiller | Blason  | Coupé d'argent au chevron ployé de gueules chargé de trois coquilles d'or, les deux en pointe posées dans le sens des branches; et d'azur à la croix huguenote d'argent, sans sa colombe appendue. |
| Blason de Ratzwiller | Détails | Le statut officiel du blason reste à déterminer. |

| Blason de Rauwiller | Blason  | Parti d'un mi-parti de sable à l'aigle bicéphale d'argent, becquée et membrée d'or et lampassée de gueules ; et d'azur à la croix huguenote d'or. |
| Blason de Rauwiller | Détails | Le statut officiel du blason reste à déterminer.                                                                                                  |

| Blason de Reichsfeld | Blason  | D'or à Saint Urbain évêque de carnation, vêtu pontificalement de gueules et du champ, tenant de sa dextre un livre ouvert de sable et de sa senestre une grappe de raisin du même, tigée et feuillée de sinople. |
| Blason de Reichsfeld | Détails | Le statut officiel du blason reste à déterminer. |

| Blason de Reichshoffen | Blason  | D'azur à la tour d'or, maçonnée de sable; au chef d'argent chargé de trois fleurs de lis de gueules. |
| Blason de Reichshoffen | Détails | Le statut officiel du blason reste à déterminer.                                                     |

| Blason de Reichstett | Blason  | D'azur à Saint Michel Archange tenant de sa dextre une épée haute et de sa senestre une balance, le tout d'or. |
| Blason de Reichstett | Détails | Contrairement à sa représentation traditionnelle, Saint Michel Archange est ici représenté sans le dragon qu'il terrasse. Cela n'entrave cependant en rien la validité héraldique du blason, attestée en l'état depuis l'Armorial d'Hozier. Le statut officiel du blason reste à déterminer. |

| Blason de Reinhardsmunster | Blason  | D'or à un monastère de gueules maçonné de sable, sommé de trois tours couvertes du même et chargé en son centre d'un écu du champ à trois chevrons du second. |
| Blason de Reinhardsmunster | Détails | Le statut officiel du blason reste à déterminer. |

| Blason de Reipertswiller | Blason  | Coupé d'or au lion de sable issant de la partition, et du Bas-Rhin. |
| Blason de Reipertswiller | Détails | Le statut officiel du blason reste à déterminer.                    |

| Blason de Retschwiller | Blason  | Coupé de sinople à la fasce d'argent, et de gueules à trois macles d'or rangées en fasce. |
| Blason de Retschwiller | Détails | Le statut officiel du blason reste à déterminer.                                          |

| Blason de Reutenbourg | Blason  | De sinople à trois fasces ondées d'or.           |
| Blason de Reutenbourg | Détails | Le statut officiel du blason reste à déterminer. |

| Blason de Rexingen | Blason  | Parti d'un coupé de gueules au chevron d'argent et d'or plain ; et d'un mi-parti de sable à l'aigle bicéphale d'argent, becquée et membrée d'or, lampassée de gueules. |
| Blason de Rexingen | Détails | Parti des armes des seigneuries de la Petite Pierre (à dextre) et de Nassau-Sarrewerden (à senestre). Le statut officiel du blason reste à déterminer.                 |

| Blason de Rhinau | Blason  | D'azur à la Très Sainte Vierge assise et auréolée d'or, tenant de sa dextre une rose de gueules et de sa senestre l'Enfant Jésus nimbé du second, tous deux accostés de deux tourelles couvertes et pavillonnées d'argent, maçonnées de sable. |
| Blason de Rhinau | Détails | Le statut officiel du blason reste à déterminer. |

| Blason de Richtolsheim | Blason  | De gueules à la bande d'argent chargée d'une clef de sable et côtoyée de deux cotices fleuronnées du même.               |
| Blason de Richtolsheim | Détails | Reprise des armoiries du Bas-Rhin , avec la clé de sable comme brisure. Le statut officiel du blason reste à déterminer. |

| Blason de Riedseltz | Blason  | De sinople à la croix alésée d'argent, la traverse fleuronnée. |
| Blason de Riedseltz | Détails | Le statut officiel du blason reste à déterminer.               |

| Blason de Rimsdorf | Blason  | D'azur au piège à loup d'argent posé en bande.   |
| Blason de Rimsdorf | Détails | Le statut officiel du blason reste à déterminer. |

| Blason de Ringeldorf | Blason  | De gueules semé de fleurs de lys d'argent.       |
| Blason de Ringeldorf | Détails | Le statut officiel du blason reste à déterminer. |

| Blason de Ringendorf | Blason  | D'azur à saint Barthélemy auréolé issant de la pointe, tenant de sa dextre un couteau, le tout d'or.                         |
| Blason de Ringendorf | Détails | Inspiré des armes attribuées par Charles d'Hozier à la fin du XVIIe siècle. Le statut officiel du blason reste à déterminer. |

| Blason de Rittershoffen | Blason  | Parti de sinople à trois fasces d'argent, et d'or au lion de sable lampassé de gueules. |
| Blason de Rittershoffen | Détails | Le statut officiel du blason reste à déterminer.                                        |

| Blason de Rœschwoog | Blason  | D'azur à une étoile de huit rais d'or enfermée dans un anneau cousu de sable*. |
| Blason de Rœschwoog | Détails | * Ces armes emploient le terme « cousu » dans le seul but de contrevenir à la règle de contrariété des couleurs : elles sont fautives : sable sur azur. En 1685, sous l'impulsion de Louis XIV, les villages de Rœschwoog et Giesenheim reviennent à la foi catholique. Fusionnés durant le XVIIIe siècle, ce blason est attribué à la commune nouvellement créée. Le statut officiel du blason reste à déterminer. |

| Blason de Rohr | Blason  | D'azur au pal d'argent chargé de trois fleurs de lys de gueules. |
| Blason de Rohr | Détails | Le statut officiel du blason reste à déterminer.                 |

| Blason de Rohrwiller | Blason  | Coupé d'argent à un fer à cheval de sable, et de gueules plain. |
| Blason de Rohrwiller | Détails | Le statut officiel du blason reste à déterminer.                |

| Blason de Romanswiller | Blason  | D'or à une branche de chêne feuillée et fruitée de sinople. |
| Blason de Romanswiller | Détails | Le statut officiel du blason reste à déterminer.            |

| Blason de Roppenheim | Blason  | D'argent terrassé de sinople, senestré en chef d'un fer à cheval de sable. |
| Blason de Roppenheim | Détails | Le statut officiel du blason reste à déterminer.                           |

| Blason de Rosenwiller | Blason  | Parti d'azur à une houlette d'argent emmanchée d'or, écotée à dextre d'une pièce en bande, et de gueules à une faucille du second emmanchée du troisième. |
| Blason de Rosenwiller | Détails | Le statut officiel du blason reste à déterminer. |

| Blason de Rosheim | Blason  | D'argent à la rose de gueules boutonnée d'or et pointée de sinople. |
| Blason de Rosheim | Détails | Armes parlantes (On retrouve la rose dans le nom de la commune). L'Armorial d'Hozier donne à la commune "de gueules à la rose d'or". Ce blason alternatif n'est repris nulle part en dehors, ni postérieurement. Le statut officiel du blason reste à déterminer. |

| Blason de Rossfeld | Blason  | D'azur à un coutre de charrue d'argent posé en bande. |
| Blason de Rossfeld | Détails | Le statut officiel du blason reste à déterminer.      |

| Blason de Rosteig | Blason  | Coupé d'or au lion couronné de sable et lampassé de gueules, et du second plain. |
| Blason de Rosteig | Détails | Le statut officiel du blason reste à déterminer.                                 |

| Blason de Rothau | Blason  | De gueules à trois tours d'argent ajourées de sable. |
| Blason de Rothau | Détails | Le statut officiel du blason reste à déterminer.     |

| Blason de Rothbach | Blason  | Coupé d'azur à la silhouette d'un village avec son église, le tout d'argent, et d'or à la bande ondée de gueules,. |
| Blason de Rothbach | Détails | Ce sceau représentait un ensemble de bâtiments religieux (Ancien prieuré de Seelhof?) ainsi qu’une bande ondée symbolisant le Rothbach. En 1963, la commission départementale d’Héraldique avec l’accord de la commune, estimant que ce blason, plus ancien et plus authentique, devait être préféré à celui inventé par d’Hozier (D’or à la quintefeuille de gueules), a procédé à la rectification de ces armoiries. Le statut officiel du blason reste à déterminer. |

| Blason de Rott | Blason  | Coupé de gueules à une roue de moulin d'argent mouvant pour moitié de la partition, et d'argent plain. |
| Blason de Rott | Détails | Le statut officiel du blason reste à déterminer.                                                       |

| Blason de Rottelsheim | Blason  | De gueules à Saint Martin équestre donnant la moitié de son manteau à un pauvre, le tout d'argent,. |
| Blason de Rottelsheim | Détails | Le statut officiel du blason reste à déterminer.                                                    |

| Blason de Rountzenheim | Blason  | D'azur à un sablier d'or surmonté d'un croissant versé du même. |
| Blason de Rountzenheim | Détails | Le statut officiel du blason reste à déterminer.                |

| Blason de Rountzenheim-Auenheim | Blason  | Deux écus accolés : 1. Parti, d'azur à un sablier surmonté d'un croissant versé, le tout d'or, et d'azur à trois fasces d'argent (qui est de Rountzenheim). 2. D'argent à une lettre M capitale, surmontée d'une croisette pattée et accompagnée de trois croisettes, deux aux flancs et une en pointe, le tout de sable (qui est d'Auenheim). |
| Blason de Rountzenheim-Auenheim | Détails | Présent sur le site de la mairie. |

| Blason de Russ | Blason  | De gueules à Saint Étienne de carnation, vêtu d'or en diacre, tenant de sa dextre une palme du même et de sa senestre un livre aussi d'or sur lequel sont posés trois cailloux d'argent. |
| Blason de Russ | Détails | Le statut officiel du blason reste à déterminer. |

| Sommaire : | - Haut - I - J - K - L - M - N - O - P - Q - R |